# Ernst Perabo

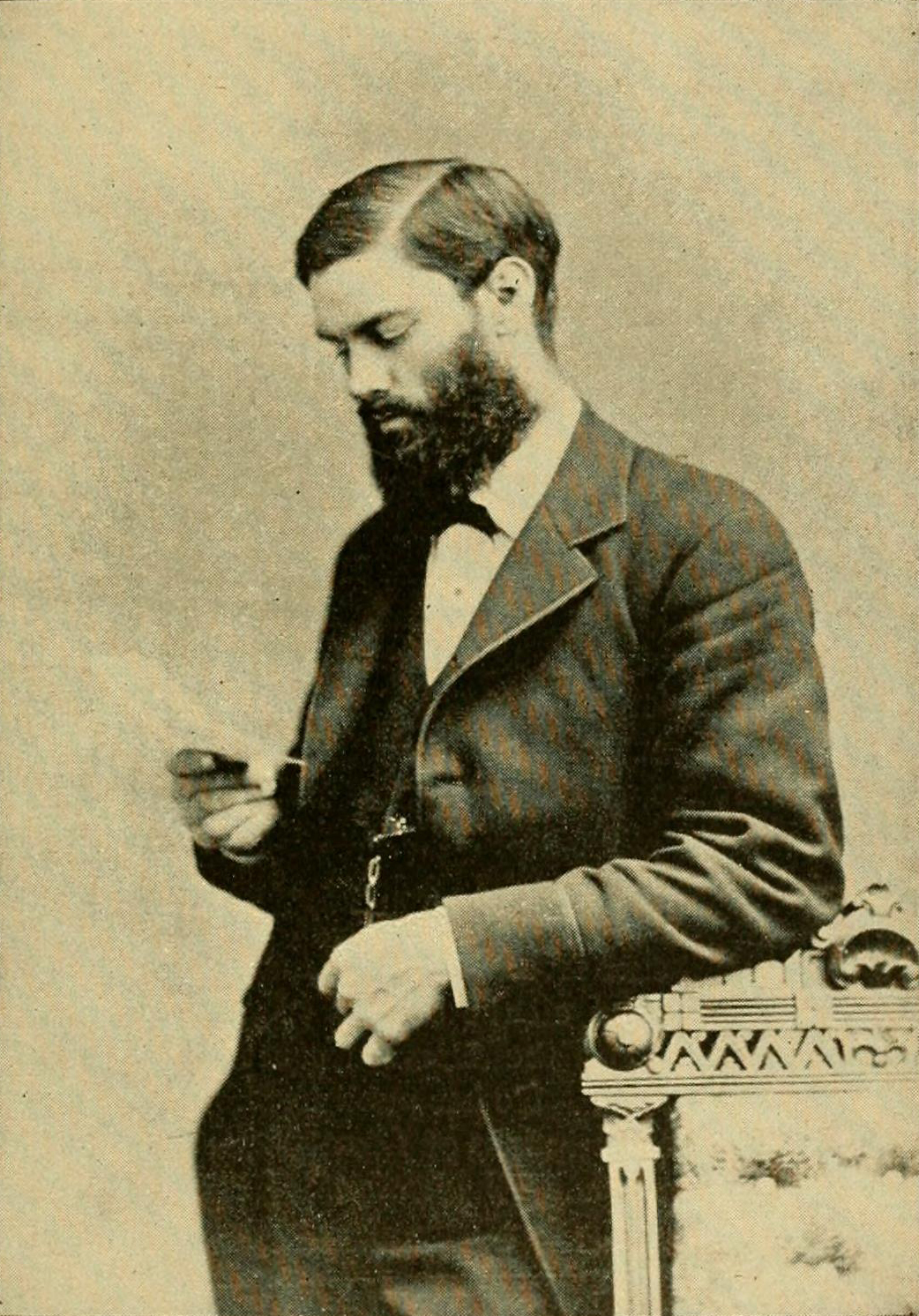
Ernst Perabo

Johann Ernst Perabo (* 14. November 1845 in Wiesbaden; † 29. Oktober 1920 in Boston, Massachusetts) war ein US-amerikanischer Komponist und Pianist deutscher Herkunft.

## Leben
Seine musikalische Ausbildung erhielt er auf dem Conservatorium der Musik in Leipzig bei Carl Reinecke, Ignaz Moscheles und Ernst Friedrich Richter. 1852 wanderte Perabos Familie nach New York City aus. Ab 1885 lebte er in Boston, wo er als Pianist, Komponist und Musiklehrer tätig war. Seine bekannteste Schülerin war die Pianistin und Komponistin Amy Beach.
Neben Originalkompositionen für das Klavier, unter anderem ein Scherzo, Drei Studien, Pensées und Prélude, Romanze und Toccatina, verfasste er zahlreiche Transkriptionen und Fantasien von und über Opern und Orchesterwerke.